# Euclymene delineata
Euclymene delineata är en ringmaskart som beskrevs av Moore 1923. Euclymene delineata ingår i släktet Euclymene och familjen Maldanidae. Inga underarter finns listade i Catalogue of Life.